# 八田嘉明

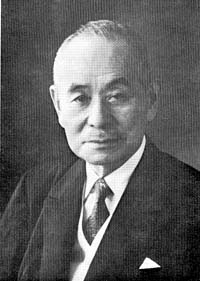
八田嘉明

八田 嘉明（はった よしあき、1879年（明治12年）9月14日 - 1964年（昭和39年）4月26日）は、日本の鉄道技術者、官僚、実業家、政治家。工学博士。東京府生まれ。

## 略歴
- 1892年（明治25年） - 高等師範学校附属小学校高等科（現・筑波大学附属小学校）卒業
- 1897年（明治30年） - 高等師範学校附属尋常中学校（現・筑波大学附属中学校・高等学校）卒業
- 1900年（明治33年） - 第一高等学校卒業
- 1903年（明治36年） - 東京帝国大学工科大学土木工学科卒業、山陽鉄道株式会社入社
- 1906年（明治39年） - 逓信省鉄道作業局
- 1926年（大正15年） - 鉄道省鉄道次官
- 1929年（昭和4年） - 7月1日[1] 貴族院議員
- 1932年（昭和7年） - 南満州鉄道株式会社副総裁
- 1939年（昭和14年） - 平沼内閣商工大臣、同拓務大臣、日本商工会議所、東京商工会議所会頭
- 1941年（昭和16年） - 東武鉄道株式会社取締役会長、東條内閣鉄道大臣、帝国石油株式会社総裁[2]。
- 1943年（昭和18年） - 東條内閣逓信大臣
- 1945年（昭和20年） - 北支那開発株式会社総裁（賀屋興宣、津島寿一の後任）
- 1946年（昭和21年） - 2月8日、貴族院議員辞任[3]。公職追放
- 1953年（昭和28年） - 第9代拓殖大学総長（ - 1954年9月）
- 1955年（昭和30年） - 日平産業株式会社社長、財団法人日本科学技術振興財団会長
- 1956年（昭和31年） - 国際技術協力開発株式会社社長
- 1957年（昭和32年） - 社団法人日本縦貫高速道路協会会長

## 家族
- 父の八田哉明（1844-）は静岡藩士・八田哉幸の長男として生まれ、警視庁で小野田元熈のもとで働いたのち、1892年に北海道集治監空知分監長に就任、釧路、十勝に転任後、1899年に愛媛県監獄署長となり、翌年病気により退官した[4]。
- 弟の八田熈は山東産業社長などを務めた実業家[5]。
- 妹のキクは京都法政学校教授・浅田賢介（浅田敏の大叔父）の妻[6]。
- 長男の八田豊明は熊谷組重役。岳父に中西敏憲。[7]
- 二男の八田恒平は大和副会長を経て金沢ニューグランドホテル会長。岳父に井村徳二。

## 栄典
- 1940年（昭和15年）8月15日 - 紀元二千六百年祝典記念章[8]